# Taiping (Malaisie)
Pour les articles homonymes, voir Taiping.
Taiping est la seconde ville de l’État de Perak en Malaisie.
Située sur la plaine côtière à l’ouest des monts Bintang, elle a été fondée comme un établissement minier chinois dans le district de Larut, alors qu’une exploitation à large échelle d’étain se développe à partir des années 1840. Son importance en tant que centre minier décrut et la production cessa : l’agriculture et le caoutchouc, l’industrie manufacturière et le tourisme sont devenus les bases de l’économie.
Peu après sa fondation officielle, elle devient la capitale de l’État de 1876 à 1937, après Kuala Kangsar mais est remplacée par Ipoh en 1937 ce qui entraîne un déclin relatif. C’est une ville planifiée avec des faubourgs à Au Long et à Simpang. Une vaste zone industrielle est implantée à Kamunting Industrial Estate. La ville se développe le long de la principale route de l’ouest de la péninsule malaise, le long de la voie ferrée, la première construite en Malaisie pour relier Taiping avec Port Weld (devenu Kuala Sepetang) pour exporter l’étain (1885), et dispose d’un aéroport.

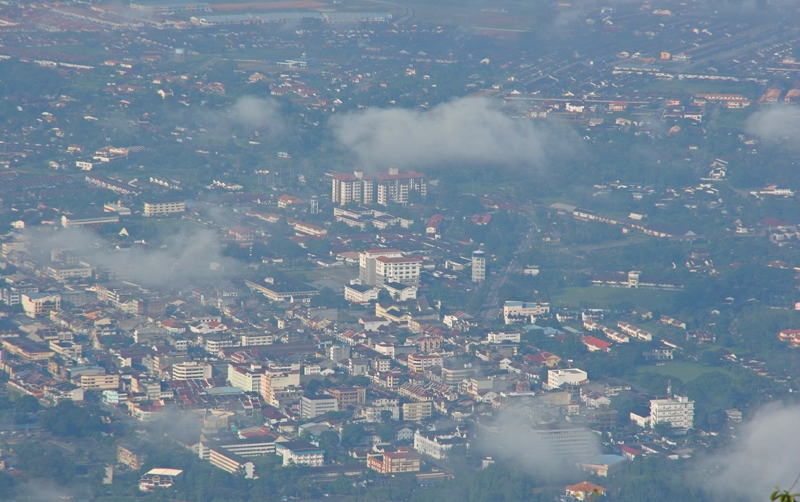
Vue aérienne de Taiping

Elle compte 183 320 habitants en 2000.